# Atalanta (mitologia)

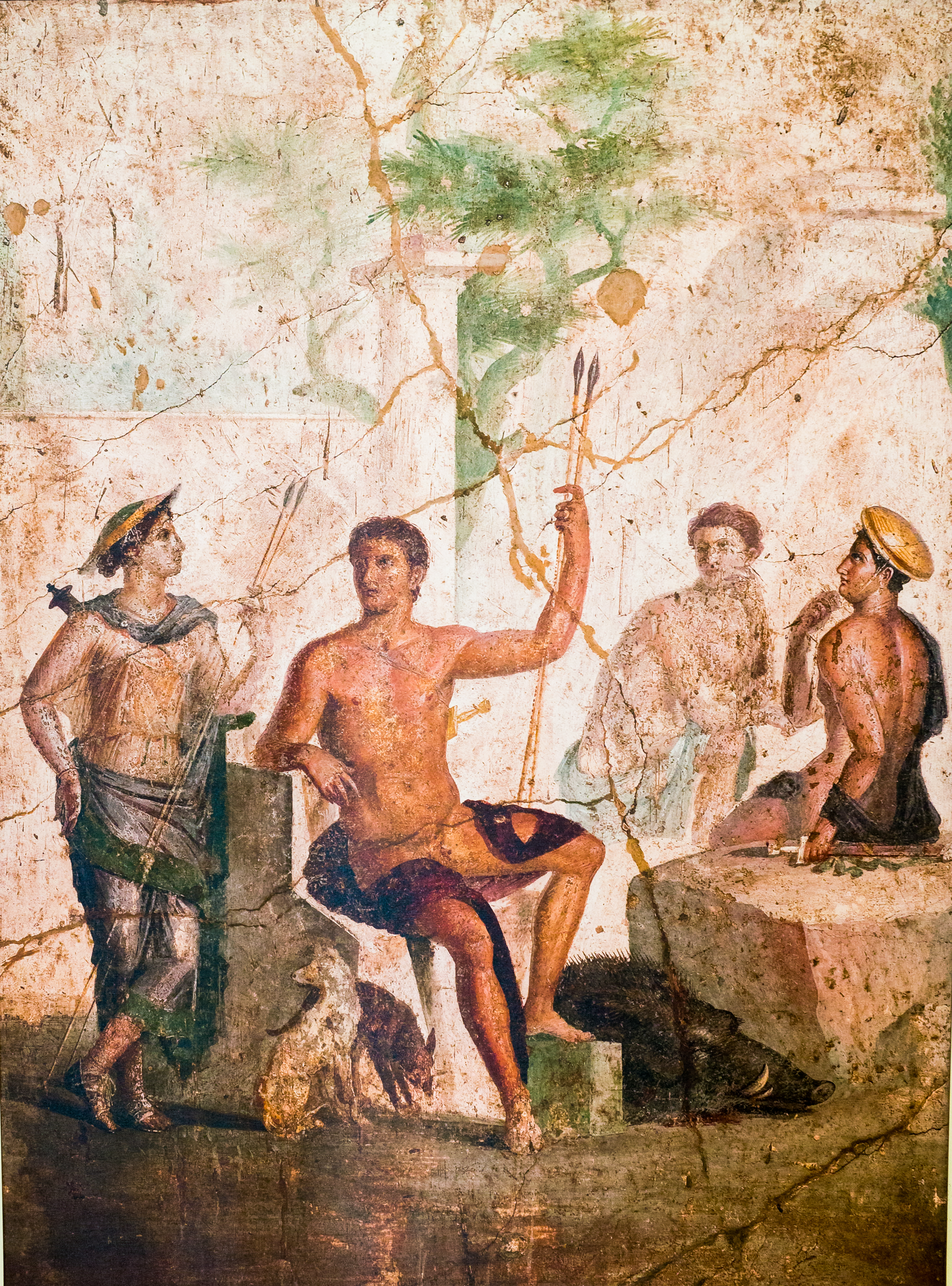
Meleagro e Atalanta a riposo dopo la caccia al cinghiale Calidonio. I secolo d.c., Casa del centauro, Pompei, Museo Archeologico Nazionale.

Atalanta (in greco antico: Ἀταλάντη?, Atalántē) è  un'eroina della mitologia greca, nota per la sua maestria nella caccia. Del suo mito esistono diverse versioni: secondo quella arcadica era figlia di Iaso e di Climene, mentre per la tradizione beotica suo padre era Scheneo, figlio di Atamante.

## Il mito
Il mito racconta che il padre di Atalanta, Iaso, desiderasse un maschio, ed alla nascita di Atalanta, com'era costume in questi casi, la abbandonò sul monte Pelio. Artemide allora inviò un'orsa, che se ne prese cura allattandola e allevandola. Qualche tempo dopo, Atalanta fu trovata da un gruppo di cacciatori che la crebbero.
La sua propensione per la caccia si manifestò presto quando affrontò e uccise con l'arco i centauri Ileo e Reco, i quali avevano tentato di violentarla. In seguito, chiese di far parte degli Argonauti e, dopo qualche insicurezza, Giasone la accolse. Atalanta aiutò nell'affrontare creature e uomini e, insieme, riuscirono nella missione. Altra prova di destrezza nella caccia, Atalanta la diede partecipando alla battuta per la cattura del cinghiale calidonio, che riuscì a ferire per prima. Meleagro, in segno di onore, le fece dono della pelle della preda.
L'eco dell'impresa la rese tanto celebre che il padre infine la riconobbe. Le insistenze del padre affinché Atalanta si sposasse incontrarono la sua contrarietà: infatti, un oracolo le aveva predetto che, una volta sposata, avrebbe perduto le sue abilità.
Atalanta, per accontentare il padre, sicura dei propri mezzi, promise di sposarsi solo con chi l'avesse battuta in una gara di corsa. La posta era altissima: ciascun pretendente che non ne fosse uscito vincitore, sarebbe stato ucciso.
Nessuno riuscì a batterla finché non arrivò Melanione (o Ippomene) che, profondamente innamorato, volle cimentarsi nella rischiosissima impresa chiedendo aiuto ad Afrodite. La dea diede allora a Melanione tre mele d'oro tratte dal Giardino delle Esperidi ed egli, seguendone il consiglio, lasciò che cadessero a una a una durante la corsa. Atalanta ne risultò irresistibilmente attratta e si fermò ogni volta a raccoglierle, perdendo così terreno prezioso e, infine, la gara stessa.
Atalanta viene descritta come provocante, ma fermamente virtuosa. Cacciatrice infaticabile, venne talvolta assimilata ad Artemide.

## Il mito nella letteratura classica greca e latina
Euripide afferma che il padre di Atalanta fosse Menalo, figlio di Licaone, e che suo marito fosse Ippomene; alcuni autori ritengono invece che fosse figlia del re beota Scheneo.
Secondo alcune leggende, Atalanta è madre di Partenopeo, avuto da Meleagro o da Melanione.
Nelle Metamorfosi di Ovidio, Venere narra ad Adone l'episodio della gara fra Atalanta ed Ippomene. Secondo questo racconto, la dea si adira con il vincitore che dimentica di ringraziarla dell'aiuto ricevuto e, per vendicarsi, pervade gli sposi di desiderio mentre sono in visita al tempio di Cibele. Quest'ultima, furiosa nel vedere il suo tempio profanato dalla passione dei due giovani, li trasforma in leoni e li condanna a trainare il suo carro.
Sempre nello stesso poema, viene citata come ''Atalanta di Tegea'', partecipante alla caccia al cinghiale calidonio (senza specificare che si tratti dello stesso personaggio).
Appare inoltre evidente la somiglianza fra la figura di Atalanta e quella di Camilla, vergine guerriera dell’Eneide di Virgilio.

## Nella cultura moderna

### Arte
Guido Reni nel 1618-1619 dipinge il mito di Atalanta e Ippomene.
La polena chiamata Atalanta, conservata nel Museo Tecnico Navale alla Spezia, è una misteriosa scultura lignea femminile, recuperata nel 1866 dalle acque dell’Oceano Atlantico e che si crede possa stregare, con il suo fascino inquietante, chi la guardi troppo a lungo.

### Letteratura
Il mito di Atalanta è ripreso e variato dall'alchimista, medico e musicista, Michael Maier (1566-1622), nel suo Atalanta fugiens.
La psicanalista junghiana Jean Shinoda Bolen, continuatrice della mitopsicologia, nel suo Artemide. Lo spirito indomito dentro la donna ha dedicato molto spazio all'interpretazione del mito di Atalanta come figura mitologica umana corrispondente dell'archetipo di Artemide. Una prima trattazione del mitema Atalanta era già presente nel suo precedente libro, Le dee dentro la donna. Una nuova psicologia femminile, traduzione pubblicata presso la medesima casa editrice Astrolabio.
La figura di Atalanta ha ispirato un racconto di Gianni Rodari, con illustrazioni di Emanuele Luzzati.
È inoltre una delle dodici figure le cui vicende sono narrate da Rick Riordan in Percy Jackson racconta gli eroi greci. 

### Zoologia
Il suo nome è stato dato da Carl von Linné a una specie di farfalla: la Vanessa atalanta diffusa nelle zone temperate di Europa, Asia e Nord America.

### Sport
Con ispirazione a questa figura mitologica, il 17 ottobre 1907 venne fondata a Bergamo la squadra dell'Atalanta Bergamasca Calcio. Nonostante Atalanta nella mitologia fosse una comune mortale e non una divinità, la squadra è detta in suo onore “La Dea”.

### Manga, anime e videogiochi
Il mito di Atalanta è stato adattato nell'episodio 31 dell'anime C'era una volta... Pollon.
Atalanta è presente nella serie di videogiochi Golden Sun, in Immortals Fenyx Rising, in Fate/Grand Order, nella light novel e nella serie anime di Fate/Apocrypha e in Rise of the Argonauts.